# Keiichirō Nakano
Keiichirō Nakano (japanisch 中野 圭一郎 Nakano Keiichirō; * 29. März 1976 in der Präfektur Kagawa) ist ein ehemaliger japanischer Fußballspieler.

## Karriere
Nakano erlernte das Fußballspielen in der Schulmannschaft der Takamatsu Commercial High School und der Universitätsmannschaft der National Institute of Fitness and Sports in Kanoya. Seinen ersten Vertrag unterschrieb er 1998 bei den Albirex Niigata. Der Verein spielte in der zweithöchsten Liga des Landes, der Japan Football League. Für den Verein absolvierte er 92 Spiele. 2002 wechselte er zu Japan Soccer College. Ende 2003 beendete er seine Karriere als Fußballspieler.